# Półkotapczan

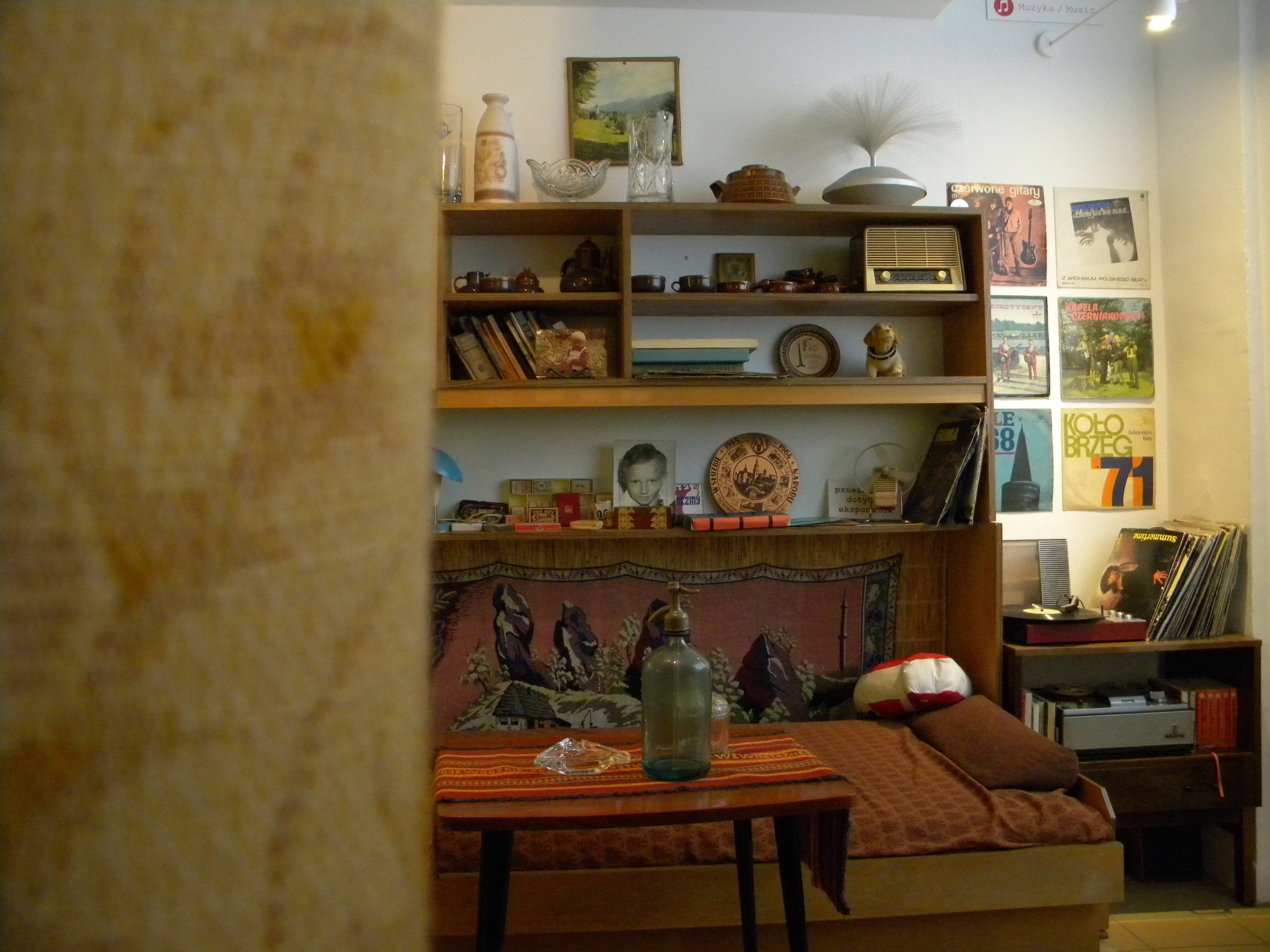
Półkotapczan

Półkotapczan – mebel rozpowszechniony w Polsce głównie w latach 70 i 80 XX wieku. Przypominał budową modele meblościanek. Nie był podzielony na segmenty, jak meblościanka i był zazwyczaj od niej niższy. W dolnej części półkotapczanu znajdował tapczan, który chował się w specjalnej skrzyni. Na niej znajdowały się (w zależności od modelu) szafki, półki lub gabloty. W niektórych wersjach półkotapczan jest wyposażony w półkę, rozkładaną po złożeniu tapczana, spełniającą rolę biurka, np. do pisania.
Projekt wczesnego półkotapczanu przedstawił Władysław Wincze w 1945 roku, w czasie działania Spółki Autorskiej W. Wincze i Olgierd Szlekys.
Ze względu na orientację (poziomą albo pionową) tapczanu przechowywanego w pozycji złożonej rozróżnia się półkotapczany poziome i pionowe. 
Ze względu na swoją wielofunkcyjność półkotapczan znalazł zastosowanie w małych mieszkaniach.
W kulturze: Półkotapczan znalazł się w tytule monografii (Asteroid i półkotapczan, Wydawnictwo Marginesy, premiera w 2020 roku, drugie wydanie w 2023) na temat poslkiego wzornictwa użytkowego po roku 1945 napisanej przez popularyzatorkę wiedzy o sztuce użytkowej Katarzynę Jasiołek.